# Говард Лутнік
Говард Вільям Лутнік (нар. 14 липня 1961) — американський бізнесмен- мільярдер, філантроп і політик, 41-й міністр торгівлі США з 2025 року . З 1996 року він є головою Cantor Fitzgerald. Він також є головою BGC Group з 2004 року. Лутнік пережив напади 11 вересня, коли перебував у Всесвітньому торговому центрі. Лутнік володіє 60% акцій Cantor Fitzgerald зі статками «щонайменше 1,5 мільярда доларів» .
У листопаді 2024 року новообраний президент Дональд Трамп обрав Лутніка міністром торгівлі у своїй другій адміністрації . Його затвердив Сенат США в лютому 2025 року.

## Раннє життя
Лутнік народився в єврейській родині  14 липня 1961 року в Єриконі на Лонг-Айленді . Навчався в Гаверфордському коледжі в Пенсільванії . Його батьки померли від раку ще до того, як Лутнік вступив до коледжу . Президент і декан Гаверфорда подзвонили Лутніку через тиждень після смерті його батька і запропонували йому повну стипендію для навчання . У 1983 році Лутнік закінчив навчання за спеціальністю «економіст» .

## Ділова кар'єра
Лутнік приєднався до Cantor Fitzgerald у 1983 році . У 1991 році Лутнік був призначений президентом і генеральним директором компанії, а в 1996 році він став головою . У 2004 році Лутнік і тодішній керівник лондонського офісу Лі М. Амайтіс вирішили розділити Cantor Fitzgerald на дві окремі компанії. Кантор стане головою новоствореної компанії BGC Partners . У 2008 році Лутнік допоміг об’єднати BGC Partners і eSpeed, угода вартістю 1,3 мільярда доларів .

### Атаки 11 вересня
Під час терактів 11 вересня офіс Cantor Fitzgerald був розташований на 101–105 поверхах Північної вежі Всесвітнього торгового центру, трохи вище місця, де в будівлю врізався викрадений літак . Жоден із співробітників, які були того ранку в офісах Cantor, не вижив після нападів. Загалом того дня загинуло 658 із 960 співробітників Cantor , у тому числі брат Лутніка, Гарі Лутнік . Сам Лутнік був би в офісі того ранку, але 11 вересня він відвозив свого сина Кайла в перший день у дитячий садок . Він пережив обвалення Південної вежі, сховавшись під машиною неподалік .

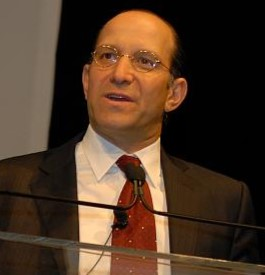
Лутнік у 2007 році

Після терактів Лутнік кілька разів виступав на публіці та швидко став відомим, хто пережив теракти 11 вересня . Через чотири дні після нападів, 15 вересня, Лутнік оголосив, що припинить виплату зарплати майже 700 співробітникам, які зникли безвісти або загинули . У 2006 році компанія пожертвувала 180 мільйонів доларів родичам своїх співробітників, які постраждали від теракту 11 вересня .

### Філантропія
Через декілька днів після терактів 11 вересня Лутнік створив Фонд допомоги Cantor Fitzgerald як некомерційну організацію для допомоги сім’ям співробітників Cantor, які загинули під час терактів 11 вересня. Фонд був заснований з пожертви в 1 мільйон доларів від самого Лутніка . Сестра Лутніка Еді Лутнік, колишній юрист із трудових відносин, погодилася приєднатися до благодійної організації як виконавчий директор і співзасновник . Фонд виділив 180 мільйонів доларів сім’ям співробітників Cantor, а загалом 280 мільйонів доларів – на допомогу жертвам стихійних лих .
Щороку 11 вересня або в робочий день, найближчий до 11 вересня, Cantor Fitzgerald і BGC Partners проводять Всесвітній день благодійності та віддають 100 відсотків доходу цього дня на благодійність . З 2005 року заходи до Всесвітнього дня благодійності зібрали близько 113 мільйонів доларів .

## Підтримка Дональда Трампа
17 травня 2019 року Лутнік влаштував збір коштів для Дональда Трампа у своєму будинку на Манхеттені, зібравши близько 5 мільйонів доларів . 2 серпня 2024 року Лутнік влаштував збір коштів для Трампа та його прихильників у своєму будинку в Бріджгемптоні, Нью-Йорк . Через два тижні Трамп найняв його та Лінду Макмехон співголівами своєї перехідної команди президента 2024 року .

## Міністр торгівлі США

### Номінація
19 листопада 2024 року новообраний президент Дональд Трамп призначив Лутніка міністром торгівлі у своїй другій адміністрації .
29 січня 2025 року Лутнік виступив перед комітетом Сенату з питань торгівлі, науки та транспорту . Комітет висунув його кандидатуру в голосуванні 16 проти 12 5 лютого . 18 лютого 2025 року Сенат затвердив Лутніка на посаді міністра торгівлі 51 проти 45 голосів .

## Особисте життя
10 грудня 1994 року Лутнік одружився з Еллісон Ламберт, юристом . У них четверо спільних дітей .

## Інші веб-сайти
- Вікісховище має мультимедійні дані за темою: Говард Лутнік